# Tom Mullica
Tom Mullica (Waupun (Wisconsin), 19 augustus 1948 – Las Vegas 18 februari 2016) was een Amerikaanse goochelaar en komiek.
Op zevenjarige leeftijd ontdekte Mullica de goochelkunst, die hij enige jaren later combineerde met een clownsact. Daarnaast ontwikkelde hij zich tot een bekwaam buikspreker en pantomimespeler. Nadat hij zijn dienstplicht had vervuld, werkte hij enige tijd voor de bekende firma in magische artikelen en uitgeverij van goochelboeken, Abbott's Magic Novelty Company in Colon, Michigan, waar hij trucs demonstreerde en illusies bouwde. In 1976 opende hij in Atlanta, Georgia een eigen nachtclub, waar hij zelf optrad: "The Tom-foolery Magic Bar Theatre". Met zijn act als humoristisch goochelaar oogstte hij al snel succes, maar grote populariteit kreeg hij pas door zijn optreden in de televisieshow van David Letterman. Daarna rees zijn ster snel: Mullica was te zien in tal van televisieprogramma's en bracht zijn act in hotels en casino's in Atlantic City en Las Vegas. 
Ook werkte hij geruime tijd in Europa, was in 1988 aanwezig op het Wereldkampioenschap Goochelen in Den Haag, waar hij zijn hilarische act van de verstokte roker presenteerde en trad in Parijs op in de beroemde Crazy Horse Saloon. In 1991 keerde hij naar Amerika terug waar hij zijn carrière als humoristisch goochelaar voortzette. In 1996 begon Mullica te schrijven aan een theaterstuk waarin hij de rol van de befaamde Amerikaanse komiek Red Skelton vertolkte.
In 2016 werd  hij aan een hernia geopereerd; hij overleed na complicaties op 67-jarige leeftijd.